# Laboratorium für Nano- und Quantenengineering
Das Laboratorium für Nano- und Quantenengineering (LNQE) ist ein interdisziplinäres Forschungszentrum für Nanotechnologie an der Leibniz Universität Hannover.

## Ziele
Inhaltliche Ziele sind hierbei sowohl exzellente Grundlagenforschung als auch anwendungsbezogenes Engineering im Nanobereich begleitet durch entsprechende fachübergreifende Ausbildung. Insbesondere die Entwicklung und das Verständnis neuartiger Materialien und Funktionen stehen im Vordergrund. Hierzu werden neuartige Werkzeuge entwickelt. Die enge Kooperation von Naturwissenschaftlern und Ingenieuren führt unmittelbar zu synergetischen Effekten bei der Entwicklung von neuartigen Lösungen für nanotechnologische Bauelemente. Im Wintersemester 2008 startete an der Leibniz Universität Hannover der Studiengang „Nanotechnologie“ mit Abschluss Bachelor, zum Wintersemester startet der Masterstudiengang. Zur Verwirklichung seiner Ziele betreibt das LNQE ein eigenes Forschungsgebäude in Hannover mit Laboren, Geräten etc. und insbesondere Reinräumen.

## Mitglieder
Das LNQE umfasst zurzeit 34 Arbeitsgruppen aus Physik, Chemie und Ingenieurswesen der Leibniz Universität Hannover. Es wird von einem Vorstand von mindestens vier Mitgliedern geleitet, die aus ihrer Mitte einen Sprecher bestimmen. Der Vorstand wird durch das LNQE-Büro unterstützt.

## Forschung
Den Sammelbegriff Nanotechnologie beschreibt die Erforschung und Manipulation von Dingen auf atomarer und molekularer Größe. Generell beschäftigt sich die Nanotechnologie mit Strukturen im Größenbereich von 1 bis 100 Nanometer in mindestens einer Raumrichtung. 100 Nanometer sind in etwa ein Tausendstel des Durchmessers eines normalen menschlichen Haares. Bei diesen kleinen Abmessungen treten Oberflächeneigenschaften gegenüber den Volumeneigenschaften der Materialien immer mehr in den Vordergrund und darüber hinaus müssen oft quantenphysikalische Effekte berücksichtigt werden. Nanotechnologie ist also die Technologie der kleinen Dinge mit neuen Eigenschaften und Funktionalitäten.
Nanoengineering ist das Engineering auf der Nanoskala, also das gezielte künstliche Herstellen von Strukturen der Nanotechnologie wie zum Beispiel winzigster Transistoren auf Computerchips. Der mit dem Nanoengineering eng verwandte Begriff Quantenengineering zielt auf die Erzeugung eines bestimmten physikalischen Quantenzustandes ab, wie zum Beispiel der Realisierung eines Bose-Einstein-Kondensats oder eines Bauelements mit gezielt eingestelltem Elektronenspin. Die Größe solcher Systeme ist oft ebenfalls im Nanometerbereich.
Nanomaterialien verschiedener Form, Stoffzusammensetzung und Größe im Nanometerbereich werden im Laboratorium hergestellt und untersucht. Nanopartikel besitzen aufgrund ihrer kleinen Abmessungen spezielle chemische und physikalische Eigenschaften, die sich deutlich von den Eigenschaften von makroskopischen Partikeln und Festkörpern unterscheiden. Die Ursache hierfür ist das große Verhältnis von Oberfläche zu Volumen der Nanopartikel, wodurch sie stark mit ihrer Umgebung wechselwirken. Hinzu kommen gegebenenfalls quantenmechanische Effekte.
Die künstlich erzeugten Strukturen und Materialien werden auf vielfältigste Art untersucht und analysiert. Die Analytik im Nanometerbereich benötigt unterschiedlichste und neuste Geräte und Verfahren. Die nötige technologische Ausrüstung steht den Arbeitsgruppen zentral im LNQE-Forschungsbau zur Verfügung  und wird durch die Ausstattung in den Instituten ergänzt.

## Lehre
Aktivitäten im Bereich Lehre:
- Kolloquiumsreihe

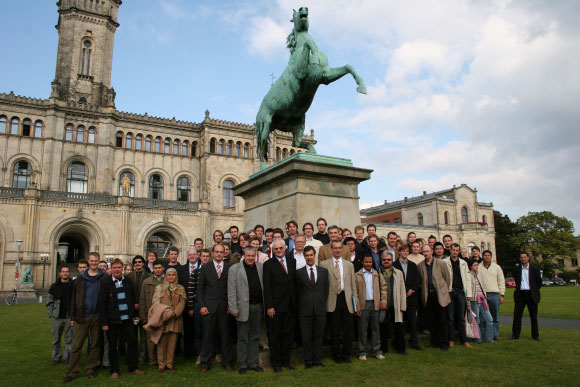
Konferenzfoto NanoDay 2008.

- Workshop NanoDay: Ein eintägiger Workshop, der das breite Spektrum der Nanotechnologie im LNQE mit Vorträgen und einer Postersitzung zeigt. Diese Jährliche Veranstaltung findet seit 2005 statt.
- Studiengang Nanotechnologie: Bachelor-Studiengang und Master-Studiengang an der Leibniz Universität Hannover.
- Promotionsprogramm „Hannover School for Nanotechnology“.

## Forschungsbau LNQE

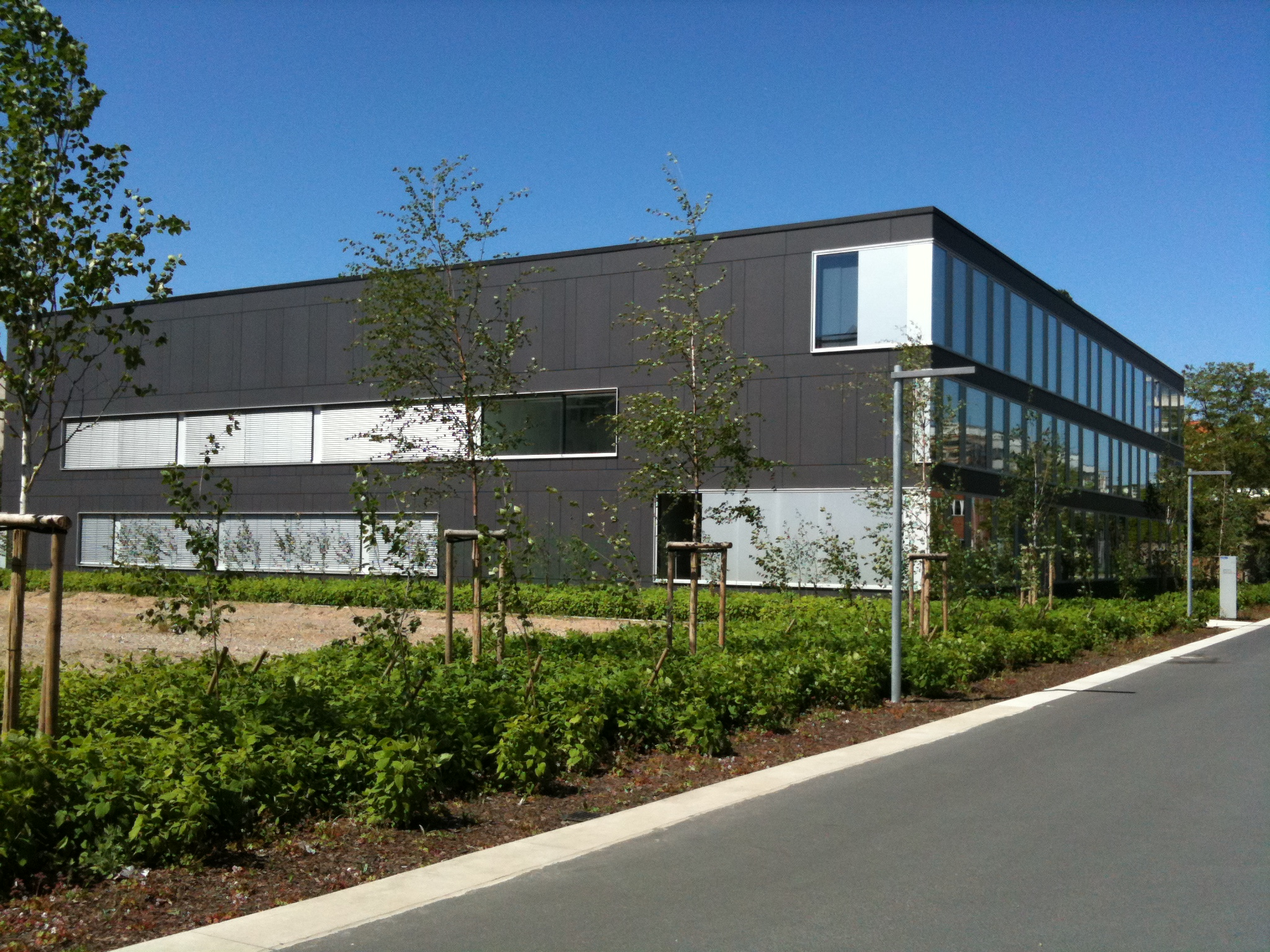
LNQE-Forschungsbau, Schneiderberg 39, 30167 Hannover, Germany.

Der Forschungsbau des LNQE steht in der Mitte der Nordstadt, dem Universitätsviertel von Hannover, am Schneiderberg 39, 30167 Hannover. Er bietet auf 430 m² Platz für Chemielabore, Mess- und Laserlabore. 410 m² stehen für einen Forschungsreinraum sowie 509 m² für Arbeitsräume für 44 Mitarbeiter zur Verfügung. Die Kosten betrugen zirka 14 Mio. Euro. Nach Evaluation durch den Wissenschaftsrat wurde der Neubau im Rahmen der Bund/Länder-Förderung von Forschungsbauten an Hochschulen (auf Basis des Art. 91 b Abs. 1 Nr. 3 GG) gefördert. Die Projektleitung lagen beim Staatlichen Baumanagement Hannover, mit den Planungen war das Architekturbüro KSP Jürgen Engel Architekten beauftragt. Der Bau wurde im November 2009 eröffnet.